# 1-Nitrobutan
1-Nitrobutan ist eine chemische Verbindung. Es ist ein Nitroderivat von n-Butan und gehört zur Gruppe der Nitroalkane.

## Eigenschaften
1-Nitrobutan ist eine klare, brennbare Flüssigkeit. Obwohl es schwer flüchtig ist, kann es explosive Gemische bilden. 1-Nitrobutan ist schlecht löslich in Wasser, löst sich jedoch in vielen organischen Lösungsmitteln.

## Verwendung
1-Nitrobutan wird in der Synthese von Chemikalien eingesetzt.

## Herstellung
Im Labor kann 1-Nitrobutan aus 1-Brombutan und Silbernitrit gewonnen werden.
{\displaystyle {\ce {C_4H_9Br + AgNO_2 -> C_4H_9NO_2 + AgBr}}}

## Toxikologie
Die Dämpfe von 1-Nitrobutan können Augen sowie Atemwege reizen.

## Reaktionen
1-Nitrobutan kann unter Wärmeeinwirkung in toxische Gase wie Stickoxide zersetzt werden. Es reagiert heftig mit Oxidationsmitteln und starken Basen.